# Лисенко Федір Костянтинович
Фе́дір Костянти́нович Ли́сенко (19 березня 1913 — 22 лютого 1945) — радянський військовик часів Другої світової війни, командир 249-го стрілецького полку 16-ї стрілецької дивізії 2-ї гвардійської армії 1-го Прибалтійського фронту, підполковник. Герой Радянського Союзу (1945).

## Життєпис
Народився 19 березня 1913 року у селі Юрченкове (нині — Чугуївський район Харківської області) в селянській родині. Українець.
По закінченні у 1932 році ветеринарного технікуму, працював зоотехніком у колгоспі «Червоний партизан» села Осоївка.
До лав РСЧА призваний Охтирським РВК Сумської області у 1935 році. У 1939 році закінчив Тамбовське кавалерійське училище. Згодом закінчив курси удосконалення командного складу (КУКС).
Учасник німецько-радянської війни з червня 1941 року. Воював на Північно-Західному, Брянському, Калінінському та 1-шу Прибалтійському фронтах. Війну старший лейтенант Ф. К. Лисенко зустрів на посаді командира стрілецької роти. Брав участь у прикордонних боях, оборонних і наступальних операціях на дем'янському напрямку.
На вересень 1942 року майор Ф. К. Лисенко — начальник штабу 801-го стрілецького полку 235-ї стрілецької дивізії 53-ї армії.
19 червня 1943 року був поранений у бою поблизу села Кікіно Мценського району Орловської області й до серпня перебував у шпиталі.
На початку грудня 1943 року підполковник Ф. К. Лисенко призначений командиром 249-го стрілецького полку 16-ї стрілецької дивізії.
Восени 1944 року брав участь у оточенні Клайпедського угруповання супротивника й недопущенні його деблокування. Полк підполковника Ф. К. Лисенка перерізав і утримував дорогу Тільзіт — Клайпеда. В критичний момент бою підняв бійців у контратаку, у рукопашній сутичці змусив ворога відступити, таким чином утримавши свої позиції. За це був представлений до звання Героя Радянського Союзу. Проте отримати нагороду не встиг, оскільки 22 лютого 1945 року загинув у бою. Похований на площі Перемоги у місті Шяуляй (Литва).

## Нагороди і почесні звання
Указом Президії Верховної Ради СРСР від 24 березня 1945 року за успішне виконання бойових завдань командування на фронті боротьби з німецько-фашистськими загарбниками та виявлені при цьому мужність, відвагу і героїзм, підполковнику Лисенку Федору Костянтиновичу присвоєне звання Героя Радянського Союзу з врученням ордена Леніна і медалі «Золота Зірка».
Нагороджений також двома орденами Червоного Прапора (28.10.1944, 21.02.1945), двома орденами Вітчизняної війни 1-го ступеня (28.07.1943, 11.07.1944), орденом Червоної Зірки (30.10.1942).